# Buddleja incana
Buddleja incana Ruiz & Pav. è una pianta arborea della famiglia delle Scrophulariaceae. È una pianta endemica di Colombia, Ecuador, Perù e Bolivia.

## Descrizione
Buddleja incana è una pianta arborea che può raggiungere i 15 m di altezza. Il fusto è irregolare, con ramificazione opposta; la chioma è arrotondata. La corteccia è brunastra e fessurata, mentre i rami giovani si presentano tomentosi.
Le foglie sono coriacee, peduncolate, con lamine di forma oblungo-lanceolata; il loro colore è verde scuro nella pagina superiore e biancastro o giallognolo in quella inferiore, che presenta un'evidente peluria. Le infiorescenze sono racemose, con i fiori raggruppati a capolino in numero variabile da 15 a 40. I fiori hanno un calice esternamente tomentoso; la corolla è tubulosa. La loro lunghezza è compresa tra 1,5 e 2,5 mm. Il loro colore è giallo-arancione. Il frutto à una capsula tomentosa di colore verde, che si apre a liberare i semi per fessurazione.

## Distribuzione e habitat
La specie è endemica della zona settentrionale andina dell'America del Sud, in particolare in Colombia, Ecuador, Perù e Bolivia. Si adatta con facilità a diversi tipi di suolo, con preferenza per quelli arenosi o misti; non ha bisogno di un'alta umidità. Cresce di norma ad altitudini comprese tra i 2300 e i 2900 m s.l.m., anche se alcuni individui possono crescere anche fino a 3400 m s.l.m..

## Tassonomia
La specie è stata descritta per la prima volta nel 1798 da Hipólito Ruiz López e José Antonio Pavón in Flora peruviana et chilensis.

## Usi
L'albero di Buddleja incana è spesso piantato per fornire una protezione naturale contro il vento. Il suo legno è usato per la costruzione di stoviglie, casse da imballaggio, manici di utensili e attrezzi agricoli; per la sua resistenza alle tarme è inoltre utilizzato per la costruzione di recinti e abitazioni. È usato anche per la produzione di carbone vegetale.
Nella medicina tradizionale le foglie, mescolate a quelle di quenual
, sono usate per curare ferite ed ulcere e per lenire i dolori reumatici; le foglie di Buddleja incana sono inoltre usate dai contadini delle zone andine come fertilizzante naturale.